# Kaple svatých Andělů Strážných (Deblov)
Novodobá kaplička v Deblově stojí na místě zchátralé trafostanice v místní části Deblov, obce Mladoňovice.
Základní kámen byl položen 28. 6. 2014 a kaple byla slavnostně otevřena 2. 10. 2016. Kaple je zasvěcena strážným andělům

## Zajímavosti
Kaple zvítězila v internetové části soutěže Stavba roku 2017 Pardubický kraj.